# الغارة الجوية على الغازية
الغارة الجوية على الغازية المعروفة أيضا باسم مذبحة الغازية 2006 هي هجومين متسلسلين من قبل القوات الجوية الإسرائيلية على مدينة الغازية في لبنان في 7 و 8 أغسطس 2006. وقعت الهجمات خلال حرب لبنان 2006. في الهجوم الأول يوم 7 أغسطس قصفت القوات المسلحة الإسرائيلية مبنى أدى إلى مقتل 16 شخصا. في الهجوم الثاني يوم 8 أغسطس أطلقت القوات المسلحة الإسرائيلية خمسة صواريخ على ثلاثة مبان أسفرت عن مقتل ما مجموعه 8 إلى 14 مدنيا وإصابة 33. قتل ما مجموعه 26 إلى 30 مدنيا في الهجمات.الغارة الجوية على بلدة الغازية وقعت في إطار حرب لبنان 2006 التي اندلعت بين إسرائيل وحزب الله. كانت الغازية، وهي بلدة تقع في قضاء صيدا في جنوب لبنان، واحدة من البلدات التي تعرضت لغارات جوية مكثفة من قبل الطائرات الإسرائيلية خلال هذا الصراع.خلفية الصراع:في 12 يوليو 2006، بدأت الحرب بعد قيام حزب الله بعملية على الحدود اللبنانية الإسرائيلية، أسفرت عن أسر جنديين إسرائيليين وقتل ثمانية آخرين. ردت إسرائيل بشن حملة عسكرية واسعة النطاق على لبنان، مستهدفة بنية حزب الله التحتية ومواقع في جميع أنحاء البلاد. وقد شملت هذه العمليات غارات جوية وقصفاً بحرياً ومدفعياً على مختلف المناطق اللبنانية، بما في ذلك الضاحية الجنوبية لبيروت والجنوب اللبناني حيث يتمتع حزب الله بنفوذ كبير.الغازية ضمن الأهداف:تعتبر بلدة الغازية منطقة مهمة من الناحية الاستراتيجية لكونها تقع قرب مدينة صيدا، إحدى أكبر مدن جنوب لبنان. في 7 أغسطس 2006، استهدفت الطائرات الإسرائيلية الغازية في سلسلة من الغارات الجوية. كانت هذه الغارات جزءاً من التصعيد الإسرائيلي في محاولتها ضرب معاقل حزب الله ومراكز الإمداد اللوجستي.الضحايا والتدمير:الغارات على الغازية أسفرت عن سقوط عدد من الضحايا المدنيين. تشير التقارير إلى أن الهجوم استهدف حافلة تقل مدنيين كانوا يحاولون مغادرة البلدة بحثًا عن الأمان في ظل القصف المستمر. وأسفرت هذه الضربة عن مقتل ما لا يقل عن 15 شخصًا، جميعهم من المدنيين. كما تسببت الغارات في تدمير العديد من المنازل والمباني السكنية، وتضررت البنية التحتية بشكل كبير.السياق الأوسع:كانت الغارة على الغازية واحدة من عشرات الهجمات التي استهدفت بلدات وقرى جنوب لبنان خلال الحرب. إسرائيل بررت هذه الهجمات بأنها جزء من محاولة لكسر شوكة حزب الله وتدمير بنيته التحتية العسكرية، إلا أن الانتقادات الدولية طالت إسرائيل بسبب استهدافها المتكرر للمدنيين والمناطق السكنية.في المقابل، واصل حزب الله إطلاق الصواريخ على شمال إسرائيل، ما أدى إلى سقوط ضحايا إسرائيليين وأثار حالة من الذعر بين السكان في المدن الإسرائيلية مثل حيفا ونهاريا. كما أن العمليات العسكرية أدت إلى نزوح مئات الآلاف من السكان في جنوب لبنان إلى مناطق أكثر أمانًا.التداعيات:أثارت الغارات الجوية على الغازية وغيرها من المناطق المدنية اللبنانية موجة من الاستنكار الدولي، حيث دعت العديد من الدول والمنظمات الحقوقية إلى وقف فوري لإطلاق النار. في النهاية، أدى الضغط الدولي إلى التوصل إلى اتفاق وقف إطلاق النار في 14 أغسطس 2006، بوساطة الأمم المتحدة، ما أنهى الصراع الذي استمر لـ34 يومًا.ما بعد الغارة:بعد انتهاء الحرب، بدأت جهود إعادة الإعمار في جنوب لبنان، بما في ذلك بلدة الغازية التي تضررت بشدة جراء القصف. غير أن الحرب تركت آثاراً دائمة على السكان المحليين، سواء من حيث الخسائر البشرية أو الأضرار النفسية والمادية التي تعرضوا لها.

## الجدول الزمني للأحداث

### الهجوم الأول
في 7 أغسطس استهدف الجيش الإسرائيلي مبنى في الغازية مما أسفر عن مقتل 16 شخصا وهدم المبنى.

### الهجوم الثاني
في 8 أغسطس استهدف القوات المسلحة الإسرائيلية مبنى وأطلقت ثلاثة صواريخ عليه. ادعى متحدث باسم الجيش الإسرائيلي أن المبنى كان يضم عضوا في حزب الله وهذا هو السبب في استهدافه. قتل شخص واحد وجرح خمسة آخرون في هذا الهجوم. قال شهود لمراسل أسوشيتد برس أن أحد المنازل المدمرة ينتمي إلى الشيخ مصطفى خليفة وهو رجل دين مرتبط بحزب الله ولكن لم يتضح ما إذا كان من بين الضحايا.
وقعت أول عملية تفجير في الوقت الذي كانت فيه جنازات الضحايا الخمسة عشر للهجوم في اليوم السابق. ذكر أن المشيعين على بعد 500 متر من الانفجار الذي أرسل بعد ذلك حوالي 1500 من المشيعين يمرون في الشوارع في حالة من الذعر. قتل ثمانية مدنيين وجرح 33 آخرين في هجوم القوات الجوية الإسرائيلية الثاني وفقا لما ذكرته قوات الأمن اللبنانية.
بعد ثلاثين دقيقة من هذه الغارة الجوية قامت القوات المسلحة الإسرائيلية وفقا لرئيس البلدية محمد غدار بأربع عمليات تفجير أخرى مما أدى إلى تدمير مبنيين. قتل اثنا عشر شخصا في هذه التفجيرات وأصيب ثمانية عشر شخصا بجروح وفقا لإجمالي مستشفيات المنطقة الثلاثة.

### المساحة
تقع الغازية جنوب صيدا على بعد حوالي 40 كيلومترا من بيروت. كان يسكن في المدينة العديد من اللاجئين الذين انتقلوا شمالا لتجنب القتال بالقرب من الحدود الإسرائيلية وتفيد التقارير بأن سكانها قد زادوا إلى 23,000 شخص. قال الجيش الإسرائيلي أن منشورات تحذر السكان من الخروج من المدينة تم إسقاطهم قبل الهجوم الثاني.

### الاستجابة الطبية والإنسانية
في أول هجوم قام عمال الإنقاذ اللبنانيون بالحفر بأيديهم واستخدموا جرافة للبحث عن الناجين من الهجوم مع التقارير الأولية التي أسفرت عن مقتل 18 شخصا.

## وصلات خارجية
‌